# Tommie Thie
Tommie Thie is een Nederlands musicalacteur en stemacteur.

## Biografie
Thie speelde van 2016 tot en met 2018 de kleine Simba in de musical The Lion King van Stage Entertainment Nederland en Disney Theatrical Productions. Hij werkte mee aan in totaal 64 voorstellingen.
Thie heeft voor een korte periode in 2019 in Kinky Boots gespeeld als Jonge Lola/Simon.
Verder heeft hij onder andere stemmen ingesproken voor Tumble leaf (Mos de Vos), Zombie Lars (Lars), Super Wings (Jerome), Craig van de Kreek (Jason, prikkeldraad en baby Chris), Lego City (Billy), The Lego Ninjago Movie (Jonge Meester Wu), The Lion King (als kleine Simba), Team Kaylie (RayRay) en  Puppy Vriendjes. Tevens heeft hij reclames ingesproken voor op tv en radio, waaronder voor Cheesetrings, Zomlings, Bridge To Liberation, Foutloos Rekenen en Nintendo Switch.